# Malexanders distrikt
Malexanders distrikt är ett distrikt i Boxholms kommun och Östergötlands län. 
Distriktet ligger sydost om Boxholm. 

## Tidigare administrativ tillhörighet
Distriktet inrättades 2016 och utgörs av socknen Malexander i Boxholms kommun.
Området motsvarar den omfattning Malexanders församling hade vid årsskiftet 1999/2000.